# Belegaer
Nas obras de J. R. R. Tolkien, Belegaer ou o Grande Mar é o mar de Arda que fica a oeste da Terra Média. Antes da Segunda Era, Belegaer se estendia do Gap de Ilmen no extremo norte, onde uma ponte de gelo conhecida como Helcaraxë conectava a Terra Média e Aman, ao extremo sul, que também conectava-se com Ilmen e congelou. Belegaer era mais estreita no norte do que no sul, com sua parte mais larga perto do equador de Arda.
A extensão total de Belegaer após o Akallabêth nunca é claro, mas longe o suficiente para atingir o norte e ser coberta de gelo, e no extremo sul.
O nome provem do Sindarin, e tem os elementos beleg ("poder") e aer ou eär ("mar"), este último também presente no nome Eärendil ("amante do mar"). O nome em Quenya de Belegaer, nunca usado, por escrita publicado, é Alatairë.
Antes do final da Segunda Era, o continente de Aman, casa dos Valar, formou-se na borda ocidental da Belegaer. Antes da ruína de Beleriand no final da Primeira Era, o mar era estreito e cheio de gelo no norte do país, formando o estreito de Helcaraxë, Moagem de gelo. Assim foi possível atravessar de Aman à Terra Média a pé, embora com dificuldade, assim como Fingolfin e seu povo dos noldor ao fugir de Valinor.